# Caso Stephen Downing
El caso de Stephen Downing se refiere a la condena y el encarcelamiento en 1974 de Stephen Downing, un trabajador del consejo de 17 años, por el asesinato de una secretaria legal de 32 años, Wendy Sewell, en la ciudad de Bakewell en el Peak District en Derbyshire, midlands del norte. 
Tras una campaña de un periódico local, su condena fue revocada en 2002, después de que Downing hubiera cumplido 27 años de prisión. Se cree que el caso es el error judicial más largo en la historia legal británica, y atrajo la atención de los medios de comunicación de todo el mundo. 

## Historia

### Asalto
Wendy Sewell fue atacada en el cementerio de Bakewell a la hora del almuerzo el 12 de septiembre de 1973. Un testigo, Charles Carman, la vio entrar al cementerio aproximadamente a las 12:50 p. m.. Fue golpeada en la cabeza con el mango de un pico y agredida sexualmente, con sus pantalones, ropa interior, zapatillas y partes de su sostén quitados. Murió de sus heridas en el Chesterfield Royal Hospital dos días después.

### Juicio
El jardinero del cementerio de 17 años, Stephen Downing, fue el principal sospechoso. Le dijo a la policía que había encontrado a Sewell tirada en el suelo, cubierta de sangre, y que la sangre le cayó en la ropa porque ella sacudió la cabeza. A pesar de tener dificultades de aprendizaje y una edad de lectura de 11 años, fue arrestado, interrogado durante nueve horas sin un abogado presente, y firmó una confesión.
El juicio de Downing tuvo lugar entre el 13 y el 15 de febrero de 1974 en el juzgado de Nottingham ante el juez Justice Nield y un jurado y en él Stephen Downing se declaró inocente. Un científico forense, Norman Lee, dio pruebas de que la sangre encontrada en el acusado solo podría haberse encontrado en su ropa si hubiera sido el responsable del asalto. Lee describió esta evidencia como "un ejemplo de libro de texto ... que podría esperarse en la ropa del asaltante". No existe una transcripción completa del juicio, pero se sabe que, en resumen, el juez llamó la atención sobre la admisión de Downing durante el juicio de haber agredido indecentemente a Sewell mientras yacía herida en el cementerio (luego negó haber hecho esas admisiones durante el interrogatorio). 
El jurado encontró a Downing culpable de asesinato por un veredicto unánime y fue sentenciado a ser detenido indefinidamente, con la estipulación de que debería cumplir un mínimo de diez años. 
Atrapado en el dilema del prisionero inocente, Downing no pudo ser puesto en libertad condicional, ya que no admitió el crimen. Fue clasificado como "En la negación del asesinato" y, por lo tanto, no era elegible para la libertad condicional bajo la ley inglesa. 

### La primera apelación
Se encontró un testigo que dijo que vio a Downing saliendo del cementerio, y en ese momento también vio a Wendy Sewell viva e ilesa. Downing solicitó permiso para apelar porque tenía un nuevo testigo. 
El 25 de octubre de 1974, el Tribunal de Apelación escuchó los motivos de la apelación y llegó a la conclusión de que la prueba de la testigo de haber visto a Wendy Sewell caminando hacia la parte posterior de la capilla consagrada no era confiable debido a que algunos árboles obstruían su línea de visión. El tribunal consideró que su testimonio no era creíble y lo suficientemente seguro como para permitir una apelación contra la condena. 
Durante la nueva investigación de la Policía de Derbyshire en 2002, este testigo fue entrevistado nuevamente y acompañado de regreso a la ubicación del cementerio. Se reafirmó que los árboles completamente desarrollados, que desde entonces habían sido talados, habrían obstruido su línea de visión. También reveló que ella era miope entonces, y también en el momento de los hechos. La testigo, que tenía 15 años en el momento del asesinato, no pudo dar una razón adecuada de por qué presentó su declaración original.

### Campaña
Stephen Downing siguió negando haber cometido el asesinato, por lo que su familia intentó obtener apoyo para otro nuevo juicio. En 1994, escribieron al periódico local, Matlock Mercury. El editor, Don Hale, se hizo cargo del caso y junto con la familia de Downing realizaron una campaña. 
Como resultado de esta campaña, junto con las continuas protestas de inocencia de Downing, el caso fue remitido a la Comisión de Revisión de Casos Criminales en 1997. 
Downing fue liberado en apelación en 2001 después de 27 años en prisión. Al año siguiente, 2002, el Tribunal de Apelaciones revocó la condena de Downing y la consideró insegura. 
Se cree que el caso es el error judicial más largo en la historia legal británica, y atrajo la atención de los medios de comunicación de todo el mundo. 

### La segunda apelación
Durante la segunda apelación, celebrada el 15 de enero de 2002, el Tribunal de Apelación aceptó muchas de las razones expuestas por Hale y otros prara creer que la condena no era segura. Julian Bevan, abogado de la Corona, aceptó dos argumentos presentados por la defensa. El primero fue que no debería haberse permitido a Downing hacer la confesión ante un jurado. La confesión no era segura porque Downing había sido interrogado durante ocho horas, durante las cuales la policía lo sacudió y le tiró del cabello para mantenerlo despierto; porque no se le advirtió formalmente que lo que decía podría usarse como prueba en su contra; y porque no tuvo un abogado. La Corona también estuvo de acuerdo con el argumento de la defensa de que el conocimiento más reciente de los patrones de salpicaduras de sangre significaba que la afirmación de la fiscalía de que la sangre solo podía haberse encontrado en la ropa del atacante era cuestionable. 
El juez de la Corte de Apelaciones dijo que el Tribunal de Apelación no tenía que considerar si Downing había demostrado que era inocente, sino si la condena original era justa: " La pregunta para la consideración [del Tribunal de Apelación] es si la condena es segura y no si el acusado es culpable ". Lo que la defensa había demostrado era que había dudas razonables sobre la "fiabilidad de las confesiones hechas en 1973". Su señoría dijo: "El tribunal no puede estar seguro de que las confesiones sean confiables. De ello se deduce que la condena es insegura. La condena es anulada".

## Segunda investigación policial
Después de que la Corte de Apelaciones revocara la condena de Stephen Downing, la Policía de Derbyshire volvió a investigar el asesinato bajo el nombre de Operación Noble. Durante 2002, entrevistaron a 1,600 testigos, con un coste estimado de 500,000 £, aunque el mismo Downing se negó a ser entrevistado nuevamente. Un año después de que se revocara la condena, en febrero de 2003, la policía de Derbyshire reveló los resultados de su nueva investigación del asesinato. Había otros 22 posibles sospechosos, muchos de los cuales habían sido sugeridos por Don Hale durante su campaña, y en su libro Ciudad sin piedad. Todos quedaron libres de cualquier posibilidad de haber asesinado a Wendy Sewell. 
Después de no poder relacionar a ninguna otra persona con el asesinato, e incapaces de eliminar a Downing como sospechoso, declararon cerrado el caso. Aunque Downing siguió siendo el principal sospechoso, bajo la regla de " doble pena ", la policía no presentó los resultados de sus investigaciones al Servicio de Fiscalía de la Corona, ya que no podía ser arrestado nuevamente y acusado del mismo delito sin nuevas pruebas. 
En enero de 2014, un exdetective que investigaba 16 asesinatos sin resolver y posibles vínculos con el Destripador de Yorkshire, obtuvo un informe de patología que, según él, fue ocultado por la policía en 1973 a los pocos días del ataque a Wendy Sewell [cita requerida]. Dijo que ese informe habría contradicho por completo la llamada confesión, exonerado a Downing y evitado un error judicial. Esta nueva prueba provocó una nueva reclamación al Ministro del Interior alegando que las investigaciones de la Policía de Derbyshire en 1973 habían sido potencialmente parciales e insatisfactorias. 
El informe pidió a la policía de Derbyshire que se disculpara y explicara sus acciones, que se destacaron en la apelación en 2002 como "una violación sustancial y significativa de las reglas por los jueces". Se les pidió que explicaran este hallazgo reciente y confirmaran por qué se había ocultado deliberadamente una prueba crucial a la defensa. La policía le dijo a Don Hale, el director de la campaña, que todas las pruebas habían sido "quemadas, perdidas y destruidas". Cuando el arma homicida, el mango de pico que se exhibía en el Museo Derby, fue sometido a un examen forense moderno no se encontraron las huellas digitales del Sr. Downing, aunque había una huella de la mano ensangrentada de una persona aún no identificada.

## Stephen Downing
Stephen Downing nació c. 1956 [cita requerida]. Trabajó para el consejo local como jardinero en el cementerio de Bakewell, donde Wendy Sewell fue asesinada. Tenía 17 años, con una edad de lectura de 11 años, cuando fue juzgado y declarado culpable del asesinato de Sewell. Permaneció 27 años en la cárcel. Tuvo que cambiar de prisión ocho veces debido a que fue agredido por sus compañeros de prisión por ser un delincuente sexual. Fue liberado de la prisión de Littlehey en Cambridgeshire en 2001.
La BBC informó que la liberación de Downing fue aclamada como "el triunfo de una campaña llevada a cabo por el periodismo ... y el final de uno de los peores errores judiciales en la historia legal inglesa". Se informó que Downing recibió tratamiento de celebridad tras su liberación. Inicialmente encontró empleo como aprendiz de chef en un restaurante de Bakewell, utilizando la capacitación que le habían dado mientras estaba en prisión. Recibió una compensación de 750,000 £ porque no le informaron que estaba bajo arresto ni que tenía derecho a un abogado.  Recibió el dinero en dos pagos: un pago intermedio de  250,000 £ seguido de un pago final de 500,000 £ . 

## Cultura popular
El caso apareció en el drama de la BBC de 2004 In Denial of Murder en el que Jason Watkins interpretó a Stephen Downing y Caroline Catz interpretó a Wendy Sewell.
ITV: Juez Rinders "historias del crimen" Caso Stephen Downing: Stephen Downing interpretado por el actor: Matt J Atherton 